# Kim Tae-shik
Kim Tae-shik est un boxeur sud-coréen né le 4 juillet 1957 à Kangwon.

## Carrière
Passé professionnel en 1977, il devient champion du monde des poids mouches WBA le 17 février 1980 après sa victoire par KO au 2e round contre Luis Ibarra. Tae-shik conserve son titre face à Arnel Arrozal puis s'incline aux points contre Peter Mathebula le 13 décembre 1980. Battu également par Antonio Avelar, champion WBC de la catégorie, l'année suivante, il met un terme à sa carrière de boxeur en 1982 sur un bilan de 17 victoires et 3 défaites.